# Paterna
Paterna és un municipi del País Valencià situat a la comarca de l'Horta Nord. Limita amb Burjassot, Benimàmet (València), Manises, Godella i Quart de Poblet (a la comarca de l'Horta; i amb Riba-roja de Túria, l'Eliana, Bétera i Sant Antoni de Benaixeve (al Camp de Túria).

## Geografia
El terme municipal de Paterna comprèn 40 km², sent de 13 km la distància màxima entre els seus extrems. L'altitud del municipi va des dels 50 fins als 140 m sobre el nivell del mar. El nucli principal de població se situa al marge esquerre del riu Túria.

## Història

### Orígens
Els primers indicis d'activitat humana en el municipi es remunten al Neolític i l'edat del bronze, a causa dels jaciments d'esta època trobats en les partides de la Vallesa i "Despenyaperros".
Durant l'època ibèrica els nuclis anteriors van anar creixent, com es demostra en el poblat de la Vallesa, situat prop del riu Túria, on s'han trobat nombroses mostres de ceràmica ibèrica i de molins que s'utilitzaven per a triturar el gra.
En l'època romana, es pot començar a parlar del primer poblat situat en l'actual promontori en què es troba Paterna, ja que s'ha trobat un gran forn datat en el segle i que es dedicava a la producció ceràmica. Açò, unit als jaciments que demostren l'existència d'un vila romana del Baix Imperi, i la presència d'un aqüeducte en el terme municipal, demostren la importància que va tindre el lloc durant l'època. D'eixe període procedix la toponímia originària del poble, ja que el nom de Paterna procedix de la paraula llatina "paternus", el que fa pensar que el nom de l'assentament en aquella època va ser Paternal.

### Edat mitjana
Durant l'època musulmana, Paterna aconseguirà certa esplendor econòmica, a causa del desenvolupament de la indústria ceràmica i manufacturera, l'expansió del cultiu de regadiu gràcies a la construcció de noves séquies i la introducció de nous cultius com l'arròs, la morera, etc. Així com a esplendor arquitectònica amb la construcció de la mesquita (actual església de Sant Pere) i la torre, utilitzada com a lloc d'observació i defensa contra invasions marítimes.
Ferran I de Lleó assetjà Balansiya en 1065 i aixecat el setge, vencé l'emirat de Balànsiya a la batalla de Paterna durant la retirada.
Posteriorment amb la conquesta de València per part de Jaume el Conqueridor, Paterna, com diuen els cronistes es va rendir de manera pacífica a l'abril de 1237, i va ser entregada a la Família Luna, que va governar el poble durant els segles XIII al XV. Període durant el qual la ceràmica de Paterna es va fer famosa fins al punt d'aparèixer en nombrosos palaus de la noblesa europea. El 1386 la vila fou atacada durant una ràtzia de l'Emirat de Gharnata.
Al segle xvi, el poble passa a mans del Duc de Sogorb, època en la qual la producció ceràmica es va reduir dràsticament, açò unit a la repressió pel moviment antisenyorial de les Germanies i posteriorment l'expulsió dels moriscos en 1609, va produir un deteriorament econòmic del que la vila no es recuperaria fins al segle xix.

### Edat Contemporània
Al segle xix, la població es dedicava exclusivament a l'agricultura, època en què es van construir gran quantitat de Coves per a l'habitatge, ja que no necessitaven quasi materials de construcció. A partir de la segona part del segle l'economia experimenta una recuperació gràcies a la construcció del ferrocarril i la canalització de les aigües, així com una expansió urbanística a causa de la immigració. L'Eixample de Paterna, o Eixample del Pala va ser projectat entre 1889 i 1892 per José Manuel Cortina Pérez, arquitecte municipal de la vila.
Ja en el segle xx, Paterna es va veure immersa en la Guerra civil espanyola des que els soldats i suboficials fidels a la República van impedir la presa dels quarters per part de les forces revoltades, fins que posteriorment amb la victòria dels nacionals el cementeri de Paterna es va convertir en lloc d'afusellament de republicans d'arreu del País Valencià. Hi ha més d’un centenar de fosses comunes, on es calcula que més de 2000 persones foren enterrades, des de l’any 1939 a l'any 1956. Dins el cementiri hi ha la fossa 114, considerada la fossa més gran del País Valencià, juntament amb la 126. La 114 també es anomenada la fossa de la cultura per la quantitat de prohoms que hi són enterrats. Sota la promoció de l’Agrupació de Familiars de Víctimes de la Fossa 115, amb una subvenció de la Diputació de València i el treball de la Universitat Autònoma de Madrid es varen exhumar i estudiar 144 víctimes entre el 2019 i el març del 2021. D'aquella recerca es conclogué que els condemnats eren afusellats en grups de 50, tenien les mans lligades a l'esquena, la majoria tenia un tret a curta distància i 21 persones foren identificades. Posteriorment, les restes de les víctimes, foren retornades als familiars i autoritats locals per a la seva re-inhumació.
Ja a partir dels anys 60, amb la creació del polígon industrial de la Font del Gerro i del flux migratori, es produiria un canvi enorme en el panorama econòmic, social i urbanístic, que ha portat en l'actualitat Paterna a ser un poble amb més de cinquanta mil habitants, amb diversos polígons industrials, un Parc Tecnològic, i zones residencials com La Canyada, Terramelar, La Coma, Mas del Rosari, Valterna…, respectant al mateix temps zones verdes com els boscos de la Vallesa.

## Demografia
| any  | habitants |
| ---- | --------- |
| 1900 | 3.509     |
| 1910 | 3.781     |
| 1920 | 5.042     |
| 1930 | 6.353     |
| 1940 | 10.008    |
| 1950 | 11.724    |
| 1960 | 16.951    |
| 1970 | 22.944    |
| 1981 | 34.425    |
| 1991 | 42.855    |
| 2000 | 47.498    |
| 2005 | 54.560    |
| 2006 | 57.343    |
| 2007 | 59.043    |
| 2012 | 67.356    |
| 2022 | 71.880    |

## Economia
Encara que l'economia paternera s'ha basat històricament en el sector primari: cereals, hortalisses i tubercles de regadiu primer, moreres després i Tarongers al final; i en el secundari: Indústries artesanals de ceràmica i seda primer i productes manufacturers després, en l'actualitat l'economia es basa en el sector terciari o de serveis, representat este al 56% de la població activa, enfront del 43% del sector secundari i l'1% de l'agricultura.
A més, Paterna s'enclava en una de les àrees industrials més importants del sud d'Europa. En el terme municipal es troba: el Polígon Industrial Font del Gerro, el Polígon Industrial l'Andana, el Parc Empresarial Tàctica, el parc Tecnològic de València, el Parc Científic de la Universitat de València, part de la Fira de Mostres de València i els centres comercials i d'oci de Carrefour Paterna i Heron city.

## Transports
Les principals vies de comunicació de Paterna són:
- Autopista A-7 que comunica l'eix Mediterrani, sentit Barcelona o Alacant.
- Autovia A-3 que comunica amb Madrid.
- Autovia V-30 que comunica amb el Port de València i la costa.
- CV-35 que comunica Paterna amb l'interior de la província de València (Autovia València - Llíria - Ademús).
- Aeroport de València a Manises.

### Transport públic
- Transport municipal de Paterna: Paterna compta amb una xarxa d'autobusos municipals formada per 1 línia resultant de la unificació de les anteriors 10 línies que es va dur a terme com a mesura d'estalvi en setembre de 2011. Enllaça els diferents nuclis urbans, polígons industrials, centres educatius i el Parc Tecnològic de València. Transport Municipal de Paterna.

- Metro València: la línia 2 del metro (parades a Campament, Paterna, Santa Rita, Font del Gerro, la Canyada, la Vallesa) i la línia 4 del tramvia (parades a Lloma Llarga-Terramelar, Santa Gemma, Tomàs i Valiente, la Coma, Mas del Rosari) comuniquen amb València.

## Política i govern

### Composició de la Corporació Municipal
El Ple de l'Ajuntament està format per 25 regidors. En les eleccions municipals de 28 de maig de 2023 foren elegits 14 regidors del Partit Socialista del País Valencià (PSPV-PSOE), 6 del Partit Popular (PP), 3 de Vox i 2 de Compromís per Paterna-Acord per Guanyar (Compromís).
| Eleccions municipals de 28 de maig de 2023 - Paterna                                                                   |                                          |                                     |                                     |         |          |          |
| Candidatura | Candidatura                              | Candidatura                         | Cap de llista                       | Vots    | Vots     | Regidors |
| | Partit Socialista del País Valencià-PSOE |                                     | Juan Antonio Sagredo Marco          | 16.677  | 48,60%   | 14 (+1)  |
| | Partit Popular                           |                                     | Sara Palma Folch                    | 8.080   | 23,55%   | 6 (+2)   |
| | Vox                                      |                                     | Joaquín María Alés Estrella         | 4.541   | 13,23%   | 3 (+1)   |
| | Compromís per Paterna-Acord per Guanyar  |                                     | José Manuel Millet Frasquet         | 2.826   | 8,23%    | 2 (-1)   |
| | Altres candidatures                      |                                     |                                     | 1.832   | 5,32%    | 0 ( -3)  |
| | Vots en blanc                            |                                     |                                     | 353     | 1,02%    |          |
| Total vots vàlids i regidors                                                                                           | Total vots vàlids i regidors             | Total vots vàlids i regidors        | Total vots vàlids i regidors        | 34.309  | 100 %    | 25       |
| | Vots nuls                                | Vots nuls                           | Vots nuls                           | 266     | 0,76%    |          |
| Participació (vots vàlids més nuls)                                                                                    | Participació (vots vàlids més nuls)      | Participació (vots vàlids més nuls) | Participació (vots vàlids més nuls) | 34.575  | 66,90%** |          |
| Abstenció | Abstenció                                | Abstenció                           | Abstenció                           | 17.100* | 33,09%** |          |
| Total cens electoral                                                                                                   | Total cens electoral                     | Total cens electoral                | Total cens electoral                | 50.536* | 100 %**  |          |
| Alcalde: Juan Antonio Sagredo Marco (PSPV) (17/06/2023) Per majoria absoluta dels vots dels regidors (14 vots de PSPV) |                                          |                                     |                                     |         |          |          |
| Fonts: JEZ Elx, M. Interior, Periòdic Ara. (* No són vots sinó electors. ** Percentatge respecte del cens electoral.)  |                                          |                                     |                                     |         |          |          |

### Eleccions municipals des de 1979
L'evolució en el repartiment dels regidors per partits polítics des de les eleccions municipals de 1979 és la següent:
| Històric de regidors a l'ajuntament de Paterna |               |      |      |      |      |      |      |      |      |      |      |      |      |
| Candidatura                                    | Candidatura   | 1979 | 1983 | 1987 | 1991 | 1995 | 1999 | 2003 | 2007 | 2011 | 2015 | 2019 | 2023 |
|                                                | PSPV-PSOE     | 9    | 14   | 11   | 11   | 7    | 9    | 10   | 8    | 7    | 6    | 13   | 14   |
|                                                | AP / PP       |      | 5**  | 3    | 5    | 9    | 9    | 8    | 15   | 14   | 6    | 4    | 6    |
|                                                | VOX           |      |      |      |      |      |      |      |      |      |      | 2    | 3    |
|                                                | UPV/Bloc/Comp |      |      | *    |      |      | 0    | 0    | *    | 2    | 6    | 3    | 2    |
|                                                | Cs            |      |      |      |      |      |      |      |      |      | 4    | 3    | 0    |
|                                                | PASIP/Podem   |      |      |      |      |      |      |      |      |      | 2    | 0    | 0*** |
|                                                | PCE / EUPV    | 5    | 2    | 2*   | 3    | 4    | 2    | 3    | 2*   | 2    | 1    | 0    | ***  |
|                                                | UV            |      | **   | 2    | 2    | 1    | 1    | 1    | 0    |      |      |      |      |
|                                                | CDS           |      |      | 3    | 0    |      |      |      |      |      |      |      |      |
|                                                | MC            | 1    |      | 0    |      |      |      |      |      |      |      |      |      |
|                                                | AIVP          | 2    | 0    |      |      |      |      |      |      |      |      |      |      |
|                                                | UCD           | 4    |      |      |      |      |      |      |      |      |      |      |      |
| Fonts: Ministeri de l'Interior                 |               |      |      |      |      |      |      |      |      |      |      |      |      |

### Alcaldes
Des de 2015 l'alcalde de Paterna és Juan Antonio Sagredo Marco de PSPV-PSOE.
| Període                       | Alcalde o alcaldessa                             | Partit polític | Data de possessió     | Observacions         |
| ----------------------------- | ------------------------------------------------ | -------------- | --------------------- | -------------------- |
| 1979–1983                     | Bernardino Giménez Santos                        | PSPV-PSOE      | 19/04/1979            | --                   |
| 1983–1987                     | Bernardino Giménez Santos                        | PSPV-PSOE      | 28/05/1983            | --                   |
| 1987–1991                     | Bernardino Giménez Santos                        | PSPV-PSOE      | 30/06/1987            | --                   |
| 1991–1995                     | José Enrique Bargues López                       | PSPV-PSOE      | 15/06/1991            | --                   |
| 1995–1999                     | José Romero Valls Francisco Borruey Palacios     | PP PSPV-PSOE   | 17/06/1995 22/01/1997 | Dimissió/renúncia -- |
| 1999–2003                     | Francisco Borruey Palacios                       | PSPV-PSOE      | 03/07/1999            | --                   |
| 2003–2007                     | Francisco Borruey Palacios                       | PSPV-PSOE      | 14/06/2003            | --                   |
| 2007–2011                     | Lorenzo Agustí Pons                              | PP             | 16/06/2007            | --                   |
| 2011–2015                     | Lorenzo Agustí Pons María Elena Martínez Guillem | PP             | 11/06/2011 11/08/2014 | Dimissió/renúncia -- |
| 2015–2019                     | Juan Antonio Sagredo Marco                       | PSPV-PSOE      | 13/06/2015            | --                   |
| 2019-2023                     | Juan Antonio Sagredo Marco                       | PSPV-PSOE      | 15/06/2019            | --                   |
| Des de 2023                   | Juan Antonio Sagredo Marco                       | PSPV-PSOE      | 17/06/2023            | --                   |
| Fonts: Generalitat Valenciana |                                                  |                |                       |                      |

## Monuments i llocs d'interés

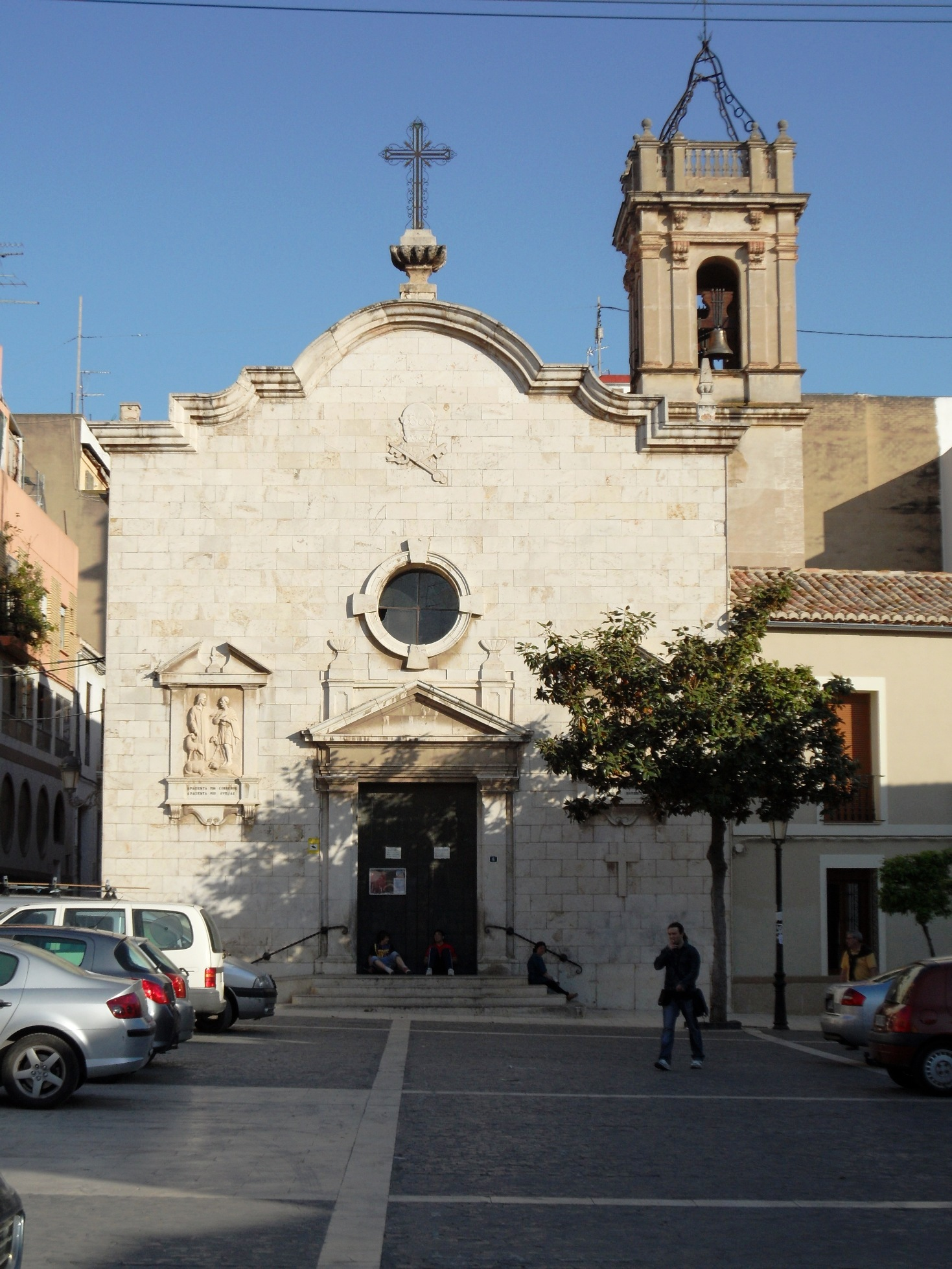
Església de Sant Pere

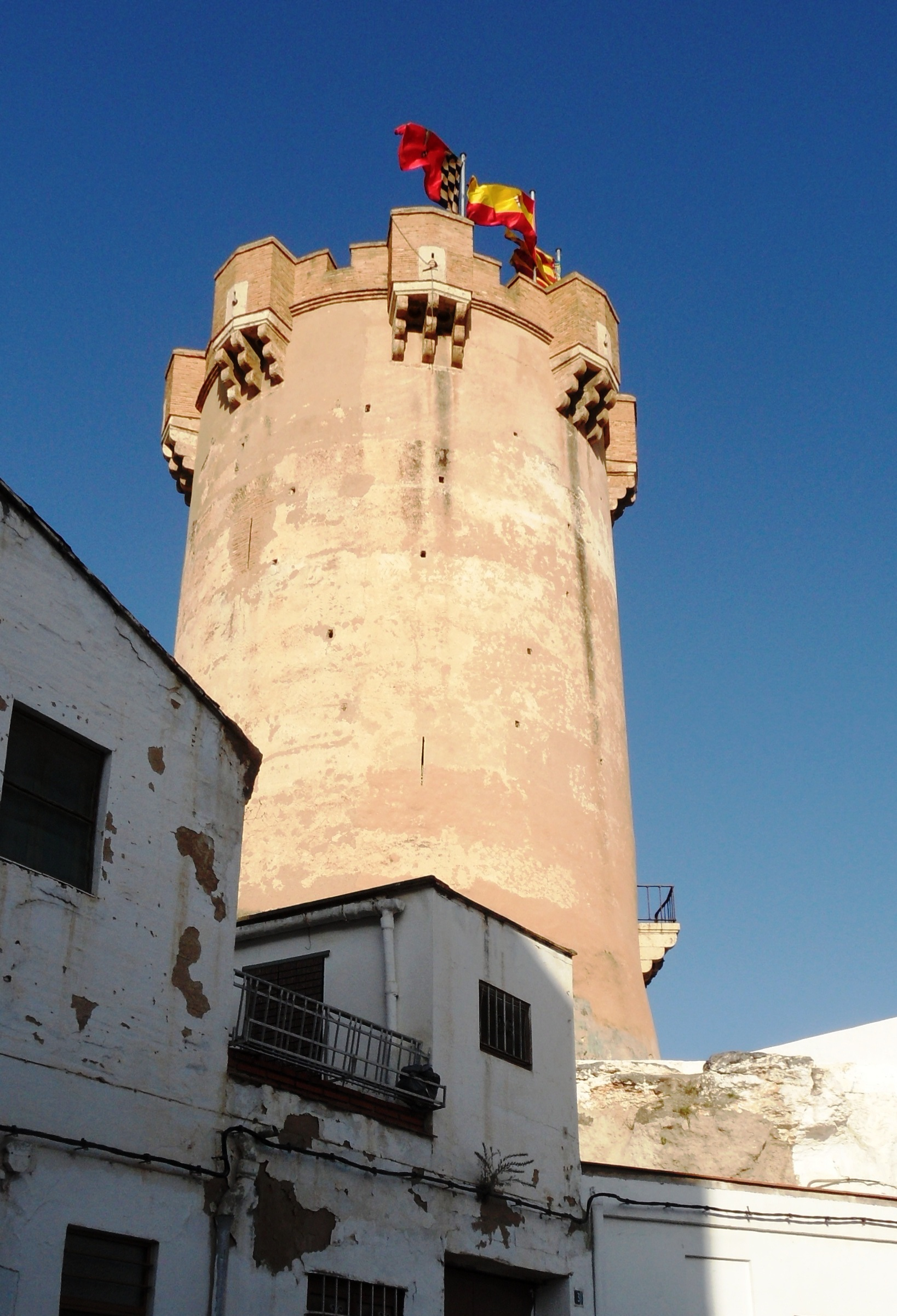
Torre

### Monuments religiosos
- Església de Sant Pere. Alçada en el segle xiv en part en el lloc que va ocupar la mesquita, l'església dedicada a Sant Pere va ser remodelada en el segle xviii, per a donar cabuda a la creixent població de Paterna. És una construcció d'una planta amb volta de canó i una sèrie de pilastres que donen pas als altars laterals.

- El Calvari. Zona d'esbarjo que posseïx unes grans vistes sobre el riu, l'horta i els pobles pròxims, actualment està ocupada en el seu centre pel rellotge de la vila, però en el passat el lloc va ser ocupat pel castell de Paterna, molt afectat per la Guerra de la Unió, el qual és demolit definitivament en el segle xviii per a aprofitament de materials.

### Monuments civils
- La Torre. Monument de major importància i el major senyal d'identitat del poble, la Torre, d'origen àrab, s'utilitzava com a element defensiu de la població, a causa de l'excel·lent visibilitat que té dels seus voltants. Té una forma lleugerament troncocònica, les seues dimensions són: 19,5 m d'alçada, entre 12,7 i 9,6 m de diàmetre i l'amplada dels murs d'entre 2,5 i 3,3 m. Posseïx tres plantes i la terrassa superior. En l'actualitat la Torre està integrada en el parc Urbà de la Torre i el Palau.

- Les Coves. Tipus d'habitatge excavat en sòls poc compactes aprofitant la topografia del terreny en els desnivells de les zones rocoses del monticle en què es troba la població. Este tipus d'habitatges van ser introduïdes pels moriscos, però no va ser fins a la crisi econòmica dels segles xviii i principis del XIX que es construïren a Paterna. Amb el temps s'ha produït un enorme retrocés del nombre de Coves des de les 2.420 existents el 1940, fins a les 106 actuals, les quals es dividixen en 6 nuclis: Coves del Palau, la Torre, Alborgí, Batà, la Mina i carrer de Godella.

- El Palau. Palau senyorial construït pels comtes de Vila de Paterna en 1760, va ser residència dels comtes inicialment, per a després ser utilitzat per a diversos fins, fins a 1983 que va ser adquirit per l'ajuntament per a instal·lar allí la seu de la casa consistorial.

- Gran Teatre "Antonio Ferrandis". Teatre construït a finals dels anys 20, es va convertir en el lloc d'oci i exparciment dels paterners durant diverses dècades, fins que a principis dels anys 80 tanca a causa de la competència de la televisió i d'altres locals. Posteriorment va ser adquirit per l'ajuntament per a ser rehabilitat i inaugurat sota el nom actual en 2000 per a desenvolupar un ampli ventall d'activitats culturals.

- Cafè Teatre Capri. Inaugurat en 1924 amb el nom de teatre nou de Paterna i conegut popularment com a Teatre del Batà, va seguir el mateix camí que el Gran Teatre, utilitzant-se per a diversos usos, fins a 1998 que és adquirit per l'ajuntament per a la seua rehabilitació i reinauguració l'any 2000.

- Els Molins. Construïts a partir de l'edat mitjana per a aprofitar la força de l'aigua que passava per la séquia de Montcada en les produccions de farineres, arrosseres i tèxtils. Va ser a partir del segle xix quan es va produir la seua expansió fent que Paterna es convertira a finals del segle xix en el major productor de farina de València. Posteriorment, els avanços tecnològics en electricitat, la industrialització i la major urbanització de l'horta van suposar el progressiu abandó d'estos molins. Entre ells es troba el Molí del Batà, declarat BRL.[15]

- Museu de Ceràmica: situat a la plaça del Poble, a l'antiga casa consistorial, conté una de les col·leccions de ceràmica més importants del País Valencià.

- Espai Cultural La Cova Gran: format per un amfiteatre i la biblioteca central. S'engloba dins del Parc de la Torre i les Coves.

- Espai Cultural Coves del Batà: acull exposicions d'art en un espai emblemàtic i històric com són les coves.

- Lloma de Betxí: poblat de l'Edat del Bronze situat al paratge de la Vallesa de Mandor.

- Ciutat Esportiva del València CF.

- Observatori de la Universitat de València.

- Parc Científic del Campus Burjassot-Paterna.

## Paratges naturals

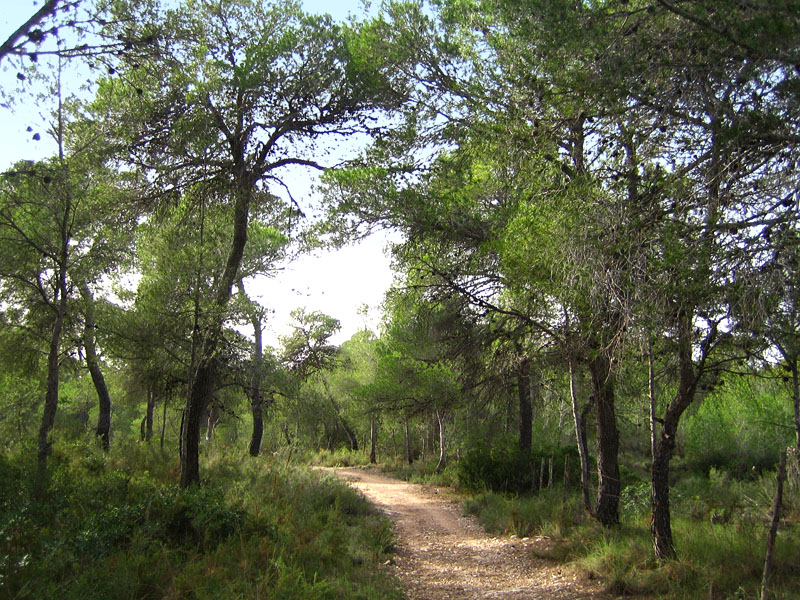
Bosc mediterrani de la Vallesa

- La Vallesa, és el paratge natural més gran i important de Paterna, situat a la zona oest del terme i al voltant del riu Túria, està format per extensos boscos que alberguen una abundant població de pins i matolls integrat per les típiques associacions del bosc mediterrani sobre substrat calcari com el timó, romer, carrasca, llentiscle, argilaga, etc.

- L' Horta de Paterna, situada al sud del municipi, forma part junt amb la Vallesa del Parc Natural del Túria.

- Les Moles, entre el parc empresarial Táctica i la CV-35, està formada per àrees de bosc de pins combinades amb zones de matolls i màquies i cultius de seca com el garrofer i l'olivera. Esta travessada a la seua zona nord pel Barranc d' Endolça, el qual crea al seu pas una àrea de vegetació de ribera. La Mola està culminada per un tossal des d'on es pot veure totes les serres dels voltants, València i la mar Mediterrània. Actualment es troba amenaçada per la construcció del centre comercial més gran d'Europa i defensada per associacions i plataformes ciutadanes de la comarca.

- Altres paratges del municipi son El Barranc de la Font i El Rabosar.

## Ceràmica de Paterna
Article principal: Ceràmica de Paterna
A partir de l'edat mitjana i fins al segle xvi, Paterna va ser un dels principals centres productors de ceràmica competint amb notables centres com Terol o Manises, arribant a distribuir-se per tot el Mediterrani i exposant-se en cases senyorials de tot Europa.
Són conegudes les ceràmiques com a plats, escudelles, pots de farmàcia pintades en blau i daurat i les decorades en verd i manganés. Les decoracions d'esta ceràmica són d'origen islàmic amb interpretacions tant per al món musulmà com a cristià, els motius són molt variats: figures humanes, d'animals, vegetals, heràldiques, geomètrics o arquitectònics.
Els socarrats, fabricat a partir del segle xv és la peça més característica de la ceràmica paternera. Són peces de fang cuit de forma rectangular amb diversos motius que s'utilitzaven per a la decoració de ràfols, sostres i parets.
Tota esta ceràmica es feia i es fa en forns àrabs que s'han mantingut en el temps de generació en generació de mestres terrissers.
Es pot visitar el Museu de Ceràmica de Paterna a la plaça del poble. Es tracta d'un museu inaugurat durant els anys 80 del segle xx, que analitza l'evolució de la ceràmica paternera.

## Festes

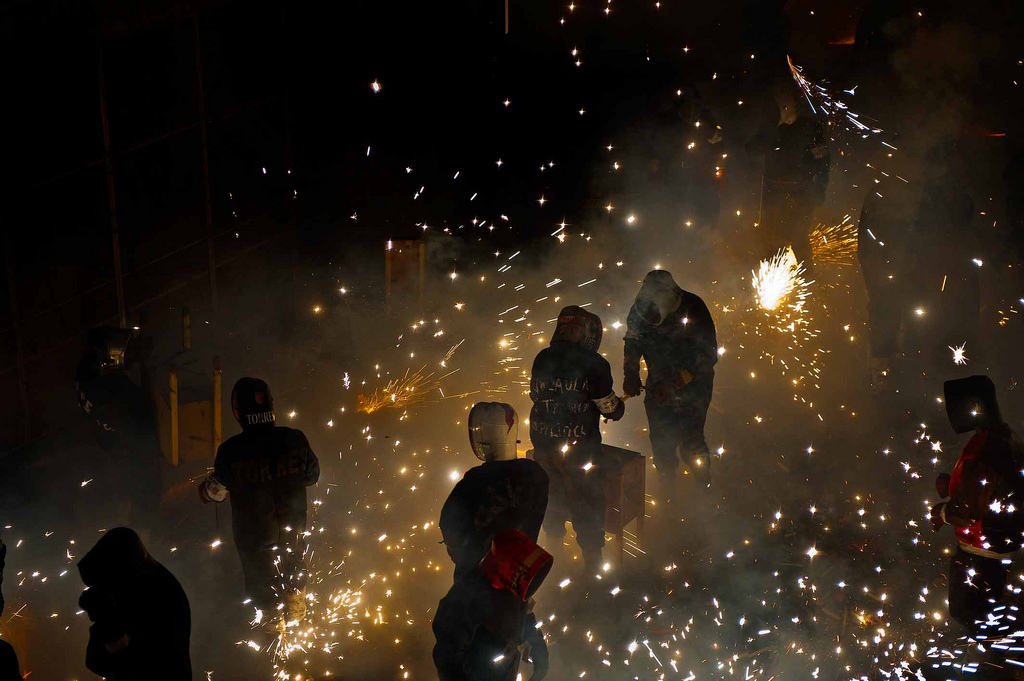
Cordà de Paterna del 2009.

A banda de la festa de les Falles que és celebrada en la setmana del 19 de març, La festa major de Paterna se celebra la segona quinzena d'agost en honor del Crist de la Fe, període en què se celebren esdeveniments com: 
- Els Moros i Cristians
- Cavalcades
- Correfocs
- La Pessa ("Cordà" a l'estil antic)
- "Mascletàs" i "Despertàs"
- La Cercavila de coets de luxe

- La Cordà. Festa de focs artificials en què en el carrer major són col·locats caixons plens de coets i femelletes, de diferents classes i models, en un tram de 120 metres de llarg per 8 d'ample. En cada caixó se situen tres persones que una de les quals ha de ser veterana i s'encarrega d'extraure els coets de manera que es mantinga un ritme constant de foc. El pas del Coeter Major amb la bengala verda suposa l'inici, de forma que junt amb la preliminar traca lenta de femelletes i coetons de foc seguit, es cremen entorn de 35.000 coets fins que el Coeter Major torna a passar amb la bengala roja marcant el final de l'esdeveniment.
- "Les Recordaes" (Xicotetes "cordaes" que es fan al coetòdrom quasi tots els dies de la festa i després de la Cordà.
- Castell de focs d'artifici.

Al barri de La Canyada també se celebra la tradicional festa en honor de Sant Vicent Ferrer tots els dilluns de Pasqua, una setmana abans que a València. Consistix en dues representacions, una el diumenge de resurrecció al vespre i una altra el dilluns de Pasqua al matí. Un grup de xiquets representa en un escenari al carrer un dels molts miracles que segons la tradició popular va fer el sant valencià al seu pas per la rodalia de La Canyada. També hi ha una "mascletà".

## Gastronomia
A banda de la gastronomia típica valenciana, amb plats com la Paella, Arròs al forn o Fideuà, el dolç típic de Paterna és el Catxap, dolç de pasta fullada farcit d'una crema especial patentada per un dels forns de Paterna. Cal destacar també la tradició orxatera que hi ha al barri de La Canyada, sobretot per la rodalia de l'estació de metro, on trobarem orxateries i gelateries amb molta tradició, a les quals acostumava a anar el famós actor valencià Antonio Ferrandis.

## Personatges destacats
- Vicente Mortes Alfonso, va ser ministre d'Habitatge des de 1969 fins a 1973.
- Vicent Gabarda Cebellán, historiador.